# Кодэра, Такэхиро
Такэхиро Кодэра (яп. 小寺•武大, англ. Takehiro Kodera, родился 14 ноября 1978 года в Тоёта, префектура Айти) — японский конькобежец, специализирующийся в шорт-треке. Участвовал на Олимпийских играх в Нагано 1998 и Солт-Лейк-Сити 2002 годах. Двукратный призёр чемпионатов мира. 

## Карьера конькобежца
Такэхиро Кодэра, второй сын Тадаси Кодэры начал заниматься шорт-треком в средней школе Асукэ города Тоёта.
В 15 лет впервые отобрался в национальную сборную и участвовал на командном чемпионате мира в Кембридже, где с командой занял 5-е место. В январе 1995 года Такафуми впервые участвовал на юниорском чемпионате мира в Калгари и занял 12-е место в личном многоборье. 
Через год на юниорском чемпионате мира в Курмайоре выиграл в беге на 1000 м золотую медаль и в общем зачёте поднялся на 4-е место. В марте на чемпионате мира в Гааге в эстафете занял 5-е место. На домашних Олимпийских играх в Нагано он участвовал в только в эстафете и занял 5-е место с партнёрами по команде.
В марте 1999 года на командном чемпионате мира в Сент-Луисе завоевал бронзовую медаль. Следом на чемпионате мира в Софии занял 5-е в эстафете. Через год на очередном командном чемпионате мира в Гааге занял 6-е место, а на чемпионате мира в Шеффилде завоевал серебряную медаль в эстафете.
На Кубке мира в сезоне 2000/01 он занял 18-е место в беге на 500 м и 22-е место в беге на 1000 м в общем зачёте Кубка. В феврале 2002 года на Олимпийских играх в Солт-Лейк-Сити в эстафетной гонке помог команде дойти до 5-го места. В марте на командном чемпионате мира в Монреале занял 6-е место и на чемпионате мира в Чонджу поднялся на 5-е место в эстафете и 16-е в многоборье.
На чемпионате мира в Гётеборге в эстафете занял 5-е место, а на командном чемпионате мира в Санкт-Петербурге поднялся на 6-е место. Такэхиро Кодэра пять раз становился бронзовым призёром в эстафете на Кубке мира. После завершения карьеры работал тренером в клубе "Тойота Мотор" 